# Давид Щраус
Давид Фридрих Щраус (на немски: David Friedrich Strauß) (27 януари 1808 – 8 февруари 1874) е немски теолог и автор, който е повлиял християнска Европа със своето представяне на „историческия Иисус“, чийто божествен произход бил отречен. Неговата работа е свързана с Тюбингенската школа, която променя коренно изучаването на Новия Завет, ранното християнство и древните религии. Щраус е пионер в историческото изследване на Иисус.

## Ранни години
Роден в Лудвигсбург, близо до Щутгарт, на 12 години е изпратен да учи в евангелистката семинария в Блаубойрен, близо до Улм, за да се подготви да изучава теология. Двама от директорите на училището са професорите Фридрих Хайнрих Керн (1790 – 1842) и Фердинанд Кристиан Баур, които старателно проповядват дълбока признателност към древните класики и принципите на текстуалния критицизъм, пред учениците си, което било приложимо при работа, както със свещени текстове, така и с класически.
През 1825 Щраус постъпва в Университетът в Тюбинген (Tübinger Stift). Преподавателите по философия не успяват да го заинтригуват, но теориите на Фридрих Вилхелм Йосиф Шелинг, Якоб Беме, Фридрих Даниел Ернст Шлейермахер и Георг Вилхелм Фридрих Хегел успешно печелят неговата вярност. През 1830 той става помощник на провинциален свещеник, а 9 месеца по-късно приема поста на преподавател в семинариите на Маулброн и Блаубойрен, където преподава латински език, история и иврит.
През месец октомври на 1831 година, Щраус освобождава поста си, за да се обучава от Шлейермахер и Хегел в Берлин. Скоро след пристигането му Хегел почива, а от лекциите на Шлейермахер, е заинтересуван само от отнасящите се за живота на Иисус. Щраус се опитва да намери сродни души сред последователите на Хегел, но не успява. Още докато е под влиянието на разграничението на Хегел между Представяне и Понятие, Щраус вече замисля основните идеи в своите два главни теологични труда: Das Leben Jesu („Life of Jesus“, „Животът на Иисус“) и Christliche Glaubenslehre („Christian Dogma“, „Християнското религиозно учение“).
През 1832 Щраус се завъръща в Тюбинген и води много успешни лекции по логика, история на философията и етика. Въпреки това, през есента на следващата година напуска, за да отдаде времето си изцяло на завършването на своята „Das Leben Jesu“, която е публикувана, когато е на 27 години. Оригиналното пълно заглавие е Das Leben Jesu kritisch bearbeitet – „Животът на Иисус, критично разгледан“ (Tübingen: 1835 – 1836), и е преведена на английски от Джордж Елиът (Мариан Евънс) (1819 – 1880) и публикувана със заглавието The Life of Jesus, Critically Examined (3 vols., London, 1846).
Тъй като неговият Life of Jesus, е отхвърлян от хегелианците, Щраус защитава труда си в отделна книга: Streitschriften zur Verteidigung meiner Schrift über das Leben Jesu und zur Charakteristik der gegenwärtigen Theologie (Tübingen: E. F. Osiander, 1837), която е преведена на английски чак през 1983 от Мерилин Чейпън Маси и публикувана със заглавието In Defense Of My 'Life of Jesus' Against the Hegelians – „В защита на моята „Животът на Иисус“ срещу хегелианците“. Атаката на хегелианците е водена от известния учен Бруно Бауер, който публикува критики в академични списания в продължение на няколко години. А когато младият Фридрих Вилхелм Ницше също започва да критикува Щраус, Бауер подкрепя Ницше по всякакъв начин. В третия вариант (1839) на „Das Leben Jesu“, и в „Zweifriedliche Blätter“ – „Две мирни писма“, Щраус прави известни отстъпки към критиците си, но година по-късно, премахва част от тях в четвъртата си преработка на „Das Leben Jesu“.

## „Das leben Jesu“
Щраусовият Das Leben Jesu, kritisch bearbeitet – „Животът на Иисус, критично разгледан“ се оказва сензация. Без да отрича съществуването на Иисус, Щраус осъжда чудесата от Новия Завет като митични допълнения, които нямат реална подкрепа от факти. Карл Август фон Ешенмайер пише отзив през 1835 наречен „The Iscariotism of ourdays“ – „Искариотизмът на нашето време“, който Щраус определя като „потомството на легитимния брак между теологичното невежество и религиозната нетърпимост, благословен от ходеща на сън философия“. Графът на Шафтсбъри нарича превода на Мариан Евънс от 1846 "най-вредната книга, която някога се е пръквала от дълбините на ада.“ Когато Щраус е избран да оглави факултета по теология в Универисетът в Цюрих, назначението провокира такава буря от противоречия, че властите решават да го пенсионират преди да заеме поста.
Точно характеризирането на чудотворните елементи като митични прави Das Leben Jesu толкова полемична. Анализирайки самосъгласуваността и обръщайки внимание на многобройните противоречия в Библията, Щраус заключава, че историите за чудеса не са реални събития. Според него, ранната църква ги е създала, за да представи Иисус като месия от еврейските пророчества. Тези възгледи са в противоположност на преобладаващите такива по времето на Щраус, а именно: рационализма, който обяснява чудесата като погрешно изтълкувани събития без свръхестествен произход, и супернатурализма, който приема библейските разкази като напълно достоверни. Различният подход на Щраус, при който чудесата са разглеждани като митове, създадени от ранните християни, за да подкрепят еволюционната си концепция за Иисус, известява нова епоха в текстовото и историческото отношение към възхода на християнството.
През 1840 – 51 Щраус публикува своята Christliche Glaubenslehre – „Християнско религиозно учение“ в два тома. Главният принцип на новите му трудове е, че историята на християнските доктрини, всъщност е в основата на историята на тяхното разпадане.

## Периодът (1841 – 1860)
След публикуването на Christliche Glaubenslehre, Щраус прекратява работата си в теологията за над две десетилетия. През август на 1841 година той се жени за Агнесе Шебест (1813 – 1869), красива и уважавана оперна певица (мецосопран) с добри обноски. Пет години по-късно, след раждането на двете им деца, те се развеждат.
До 1847 Щраус възобновява писателската си дейност с публикуването на Der Romantiker auf dem Thron der Cäsaren – „Романтикът на Цезаровия трон“ в Mannheim, където той изобразява сатирично сходство между Юлиан Отстъпник и Фридрих Уилям IV от Прусия. Древният римски император, който се опитал да преобърне напредъка на християнството бил представен като „наивен мечтател, който превърнал носталгията по древността в начин на живот, и чиито очи били затворени за неотложните нужди на настоящето“ – тънко забулена препратка към известните романтични мечти на съвременния пруски крал за възстановяване на предполагаемата слава на феодалното средновековно общество.
През 1848 Щраус е номиниран за член на Франкфуртския парламент, но е победен от Кристоф Хофман (1815 – 1885). По-късно е избран за Вюртембергската камара, но действията му са толкова консервативни, че избирателите му искат оставката. Той преодолява политическите си разочарования чрез произвеждането на поредица от биографични творби, които му осигуряват постоянно място в немската литература (Schubarts Leben, 2 vols., 1849; Christian Märklin, 1851; Nikodemus Frischlin, 1855; Ulrich von Hutten, 3 vols., 1858 – 1860)

## По-късни трудове
Щраус се завръща към теологията с публикуването на биографията на H. S. Reimarus през 1862. Две години по-късно публикува Das Leben Jesu fü rdas deutsche Volk bearbeitet – „Животът на Иисус за немския народ, преработена“. Не постига ефект, сравним с първата книга от поредицата, но получава множество критични отзиви, който Щраус адресира в своята брошура „Die Halben und die Ganzen“ – „Половините и Целите“ (1865), насочена специално срещу Даниел Шенкел (1813 – 1885) и Ърнст Вилхелм Хенгстенберг (1802 – 1869).
Неговата „Der Christus des Glaubens und der Jesus der Geschichte“ – „Христос на вярата и историческият Иисус“ (1865) е жестока критика на лекциите на Шлайермахер за живота на Иисус, които са публикувани в същия период. От 1865 до 1872 Щраус живее в Дармщат, а през 1870 публикува лекциите си за Волтер. Неговият последен труд Der alte und der neue Glaube – „Старата и новата вяра“, преведен като „On The Old and New Faith“, става почти такава сензация като Life of Jesus, и не по-малка при неговите приятели, които остават учудени на неговия едностранен поглед върху Християнството и на неговото открито и твърдо загърбване на духовната философия за материализма на модерната наука. Ницше остро критикува тази работа в първата част на своята поредица Unzeitgemässe Betrachtungen – „Остарели наблюдения“. Щраус добавя Nachwort als Vorwort – „Послеслов като предговор“ към четвъртото издание на книгата (1873). Скоро след това, Щраус се разболява и умира в Лудвигсберг на 8 февруари 1874.